# Palais Vonwiller
Le palais Vonwiller (Palazzo Vonwiller) est un édifice de Naples, de style éclectique, construit au XIXe siècle et situé via Domenico Morelli.

## Histoire et description
En 1853, le roi des Deux-Siciles Ferdinand II chargea l'architecte Enrico Alvino de dessiner une route reliant la via Chiatamone au Largo di Cappella Nuova (aujourd'hui Piazza dei Martiri). Le bâtiment a été commandé dans ces années par le banquier italo-suisse Giovanni Vonwiller, qui était aussi un fervent amateur d'art, à tel point qu'il a rassemblé une grande collection et plus tard a élevé le bâtiment d'un étage pour abriter les ateliers de ses élèves, Domenico Morelli et Filippo Palizzi (tous deux rappelés avec des inscriptions apposées à l'extérieur).
Le bâtiment de cinq étages est de style éclectique. Dans certaines salles, les décors commandés par Vonwiller à Perricci ont encore été conservés.

## Source
- (it) Cet article est partiellement ou en totalité issu de l’article de Wikipédia en italien intitulé « Palazzo Vonwiller » (voir la liste des auteurs).